# Rhyton orné d'un chat sauvage
Le Metropolitan Museum of Art de New York possède dans sa collection un rhyton du Ier siècle en argent se terminant sur sa partie antérieure par un chat sauvage. Un rhyton est une coupe à boire en forme de corne comportant une ouverture de fond par laquelle le liquide (presque toujours du vin) s'écoule et dont l'extrémité se termine par une tête animale ou humaine. Le rhyton du Metropolitan Museum, en forme de corne, est en argent et terminé à son extrémité par un chat sauvage. Il est attribué à l'Empire parthe.

## Description
Ce rhyton zoomorphe, qui doit beaucoup aux traditions artistiques de l'Iran achéménide, présente plusieurs caractéristiques de l'art hellénistique, introduit en Iran lors des conquêtes d'Alexandre le Grand. Ces symboles incluent des femmes dansantes, des vignes et une panthère. Ici, la coupe en forme de corne se termine par la partie antérieure d'un félin ; un bec verseur se trouve au milieu de sa poitrine. Une vigne dorée chargée de fruits s'enroule autour de sa poitrine ; à l'autre extrémité du rhyton, une couronne de lierre encercle le bord. Ces éléments sont tous fortement associés aux cultes dionysiaques centrés sur le vin. Le Metropolitan Museum of Art décrit l'œuvre comme « un bel exemple de l'influence durable de la culture hellénistique ».